# El Paso (Illinois)
El Paso és una població dels Estats Units a l'estat d'Illinois. Segons el cens del 2000 tenia 2.695 habitants.

## Demografia
Segons el cens del 2000, El Paso tenia 2.695 habitants, 980 habitatges, i 686 famílies. La densitat de població era de 671,3 habitants/km².
Dels 980 habitatges en un 35,9% hi vivien nens de menys de 18 anys, en un 57,9% hi vivien parelles casades, en un 8,6% dones solteres, i en un 29,9% no eren unitats familiars. En el 25,2% dels habitatges hi vivien persones soles el 13,1% de les quals corresponia a persones de 65 anys o més que vivien soles. El nombre mitjà de persones vivint en cada habitatge era de 2,58 i el nombre mitjà de persones que vivien en cada família era de 3,12.
Per edats la població es repartia de la següent manera: un 26,6% tenia menys de 18 anys, un 8,6% entre 18 i 24, un 28,7% entre 25 i 44, un 19,8% de 45 a 60 i un 16,3% 65 anys o més.
L'edat mediana era de 36 anys. Per cada 100 dones de 18 o més anys hi havia 87,7 homes.
La renda mediana per habitatge era de 47.745 $ i la renda mediana per família de 55.286 $. Els homes tenien una renda mediana de 36.406 $ mentre que les dones 25.174 $. La renda per capita de la població era de 21.730 $. Aproximadament l'1,6% de les famílies i el 3,2% de la població estaven per davall del llindar de pobresa.

## Poblacions més properes
El següent diagrama mostra les poblacions més properes.